# Uddeholms kapell
Uddeholms kapell är ett kapell som ligger i Uddeholms herrgårdspark i Hagfors kommun. Kapellet ägs av Föreningen Uddeholms kapell och ligger inom Norra Råda-Sunnemo församling.

## Historik

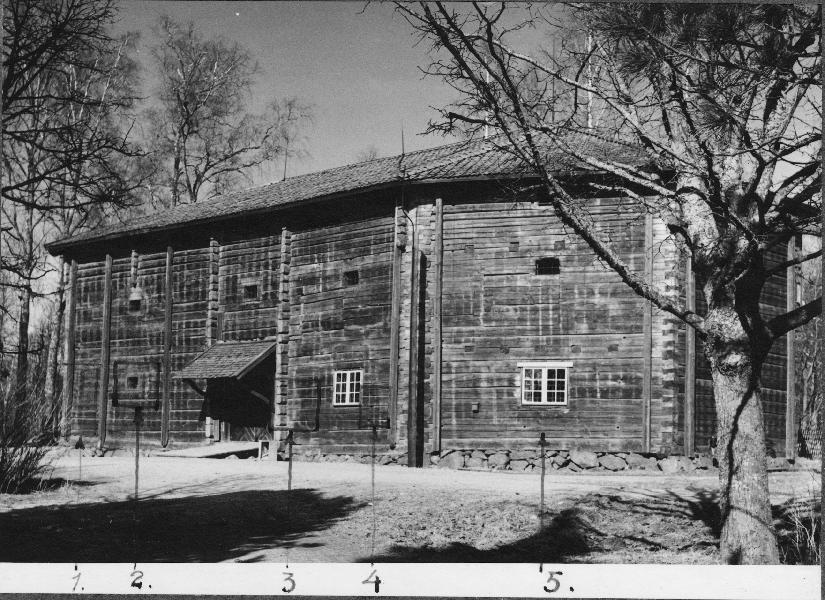
Magasinet, 1952

Kapellets virke kommer från Norra Råda gamla sockenkyrka som uppfördes 1634 vid västra sidan om Rådasjön. Redan 1752 ersattes kyrkan en större. Gamla kyrkan lämnades öde och stod kvar på samma plats under många år. 1775 såldes den till brukspatron Bengt Gustaf Geijer d. y. på Uddeholm. 1794 märktes kyrkans stockar upp och lades undan för att sedan fraktas över isen till Rådasjöns östra strand vid Uddeholms herrgård. Timret monterades upp på en plats strax söder om herrgården. Kyrkans timmer byggdes på med ännu en våning då åtta stockvarv timmer lades på. Byggnaden färdigställdes 1796 och blev ett magasin för spannmål och andra förnödenheter. Under 1900-talet användes byggnaden till förvaring av byggnadsmaterial. På 1930-talet konstaterades att byggnadens virke en gång var timmerstommen i Norra Råda gamla sockenkyrka. På timmerstockarna fanns spår av äldre bemålning. På 1940-talet började man på allvar planera för att bygga en kyrka av magasinets timmer. 1959 bildades Stiftelsen Uddeholms kapell och samma år monterades magasinet ned. Ett kapell byggdes upp på samma plats där magasinet legat. Ritningar upprättades av byggnadsingenjör Hans Schultzberg. För att koret skulle hamna i öster vreds byggnaden ett halvt varv. Till innertaket användes nytt virke.

## Kyrkobyggnaden
I sin nuvarande form består kapellet av ett rektangulärt långhus med ett tresidigt kor i öster och ett utbyggt vapenhus i väster. Långhuset och vapenhuset har branta sadeltak som är täckta med svart Grythytteskiffer. Kapellets ytterväggar är klädda med stående falurödfärgad panel och genombryts av rundbågiga fönster. Kyrkorummet har blottade timmerväggar som är lackade och ett golv belagt med breda lackade brädor av furu. Innertaket är ett tredingstak.
Sydväst om kapellet, nära dess ingång, finns en fristående klockstapel av trä.

## Inventarier
- Vid norra långväggen finns predikstolen uppsatt.
- Vid sidan av predikstolen står dopfunten av massiv furu. På en uppåt avsmalnande pelare vilar en åttakantig cuppa. Tillhörande dopskål är av hamrat silver.
- På korväggen hänger en altartextil utformad av textilkonstnären Sofia Widén. Altartextilen är indelad i fem fält och är färgsatt i rött, brunt, vitt, blått och violett.

### Orgel
- Kyrkan har en kororgel. Den är tillverkad 1970 av A. Magnusson Orgelbyggeri AB och har mekanisk traktur.

| Manual       |
| Gedackt 8’   |
| Rörflöjt 4’  |
| Principal 2’ |
| Cymbel       |